# Костантини, Джорджо
Джорджо Костантини (порт. Giorgio Costantini; род. 16 апреля 2006 года в Куритибе, Бразилия) — бразильский и аргентинский футболист, полузащитник клуба «Ривер Плейт».

## Карьера
Джорджо начинал карьеру в «Атлетико Паранаэнсе», откуда в 2023 году он перебрался в юношескую команду клуба «Ривер Плейт». Его дебют за этот клуб состоялся 9 марта 2025 года: в матче чемпионата Аргентины против «Атлетико Тукуман» он вышел на замену в концовке вместо Франко Мастантуоно. Это была единственная игра полузащитника в первом сезоне на взрослом уровне. Летом того же года Джорджо попал в заявку своего клуба на клубный чемпионат мира. На этом турнире полузащитник сыграл только 1 матч, выйдя на замену вместо Матиаса Краневиттера на 62-й минуте встречи группового этапа с «Интернационале» 26 июня.

## Личная жизнь
Старший брат Джорджо, Факундо (род. 2000) — тоже футболист, выступающий за кипрский «АЕЛ». Дед Константино — известный в Бразилии кардиолог, уроженец аргентинского Сан-Хуана, покинувший Аргентину в 1970-х годах. Дед, отец Алессандро и оба брата являются болельщиками «Ривер Плейта».